# Jean-François Berthelier
Jean-François Berthelier (Panissières, 14 dicembre 1830 – Parigi, 29 settembre 1888) è stato un tenore e attore teatrale francese.

## Biografia
Figlio di un notaio, rimane orfano all'età di 11 anni e si trasferisce a Lione. Muove i primi passi nel mondo della musica al Théâtre des Célestins della città francese. Il debutto professionale è nel personaggio di Fernando ne La favorita a Poitiers nel 1849 e poi studiato al Conservatoire de Paris, cantando nei Café-concert.